# Мзіурі (фільм)
«Мзіурі» («მზიური») — радянський телефільм 1973 року, знятий режисером Заалом Какабадзе на студії «Грузія-телефільм».

## Сюжет
Проходить першість світу з академічного веслування. Збірна Радянського Союзу стає чемпіоном. Капітан команди грузинів — Нікурадзе, якого Всесоюзна піонерська організація нагороджує путівкою — він повинен до «Артеку» відвезти піонерський загін. Нікурадзе думає, що це спортивний загін, але яке його обурення, коли бачить, що загін музичний, де одні тільки дівчатка. Після багатьох комедійних пригод, ансамбль і вожатий потоваришують: Нікурадзе покохає музику, а дівчата — спорт.

## У ролях
- Георгій Піпія — Нікурадзе, капітан команди з академічного веслування
- Тамара Гвердцителі — учасниця ансамблю
- Майя Джабуа — учасниця ансамблю
- Тамара Чохонелідзе — учасниця ансамблю
- Лія Хорбаладзе — учасниця ансамблю
- Хатуна Сабашвілі — учасниця ансамблю
- Ека Кахіані — учасниця ансамблю
- Манана Цулая — учасниця ансамблю
- Хатуна Дондуа — учасниця ансамблю
- Кетіно Деканозішвілі — учасниця ансамблю
- Кетіно Пірцхалава — учасниця ансамблю
- Марина Масхуліа — учасниця ансамблю
- Маіа Сірадзе — учасниця ансамблю
- Ніно Думбадзе — учасниця ансамблю
- Тамріко Хорава — учасниця ансамблю
- Нана Санеблідзе — учасниця ансамблю
- Майя Чиквінідзе — учасниця ансамблю
- Ніно Гогіашвілі — роль другого плану
- Ека Годердзішвілі — учасниця ансамблю
- Елене Царцидзе — учасниця ансамблю
- Ніно Датукашвілі — учасниця ансамблю

## Знімальна група
- Режисер — Заал Какабадзе
- Сценаристи — Заал Какабадзе, Нуну Гуніява, Давид Чубінішвілі
- Оператори — Гіві Мелкадзе, Георгій Барнавелі